# داريو أنطونيو أوسوجا
داريو أنطونيو أوسوجا هو مهرب مخدرات كولومبي ولد في 15 سبتمبر 1971.